# Ӻ (слово ћирилице)
Ӻ ӻ (Ӻ ӻ, искошено: Ӻ ӻ) је слово ћириличног писма. Зове се Г са потезом и куком. Настало је од ћириличног слова Г (Г г) додавањем водоравног потеза и куке. По облику је сличан латиничном слову F са куком (Ƒ ƒ).
Г са потезом и куком се користи само у нивхском језику, где представља звучни увуларни фрикатив /ʁ/.

## Рачунарски кодови
У Unicode-у, ово слово се зове [GHE WITH STROKE AND MIDDLE HOOK].
| Знак                      | Ӻ                                                | Ӻ                                                | ӻ                                              | ӻ                                              |
| ------------------------- | ------------------------------------------------ | ------------------------------------------------ | ---------------------------------------------- | ---------------------------------------------- |
| Назив у Уникоду           | CYRILLIC CAPITAL LETTER GHE WITH STROKE AND HOOK | CYRILLIC CAPITAL LETTER GHE WITH STROKE AND HOOK | CYRILLIC SMALL LETTER GHE WITH STROKE AND HOOK | CYRILLIC SMALL LETTER GHE WITH STROKE AND HOOK |
| Врста кодирања            | децимална                                        | хексадецимална                                   | децимална                                      | хексадецимална                                 |
| Уникод                    | 1274                                             | U+04FA                                           | 1275                                           | U+04FB                                         |
| UTF-8                     | 211 186                                          | D3 BA                                            | 211 187                                        | D3 BB                                          |
| Нумеричка референца знака | &#1274;                                          | &#x4FA;                                          | &#1275;                                        | &#x4FB;                                        |

## Слична слова
- Х х : Ћириличко слово Х

- Ҳ ҳ : Ћириличко слово Кх

- H h : Латиничко слово H

- G g : Латиничко слово G